# Cunel
Cunel est une commune française située dans le département de la Meuse, en région Grand Est.

## Géographie

### Communes limitrophes
Les communes limitrophes sont : Bantheville, Brieulles-sur-Meuse, Cierges-sous-Montfaucon, Cléry-le-Grand, Nantillois, Romagne-sous-Montfaucon.

### Hydrographie
La commune est dans le bassin versant de la Meuse au sein du bassin Rhin-Meuse. Elle est drainée par le ruisseau de Moussin,.

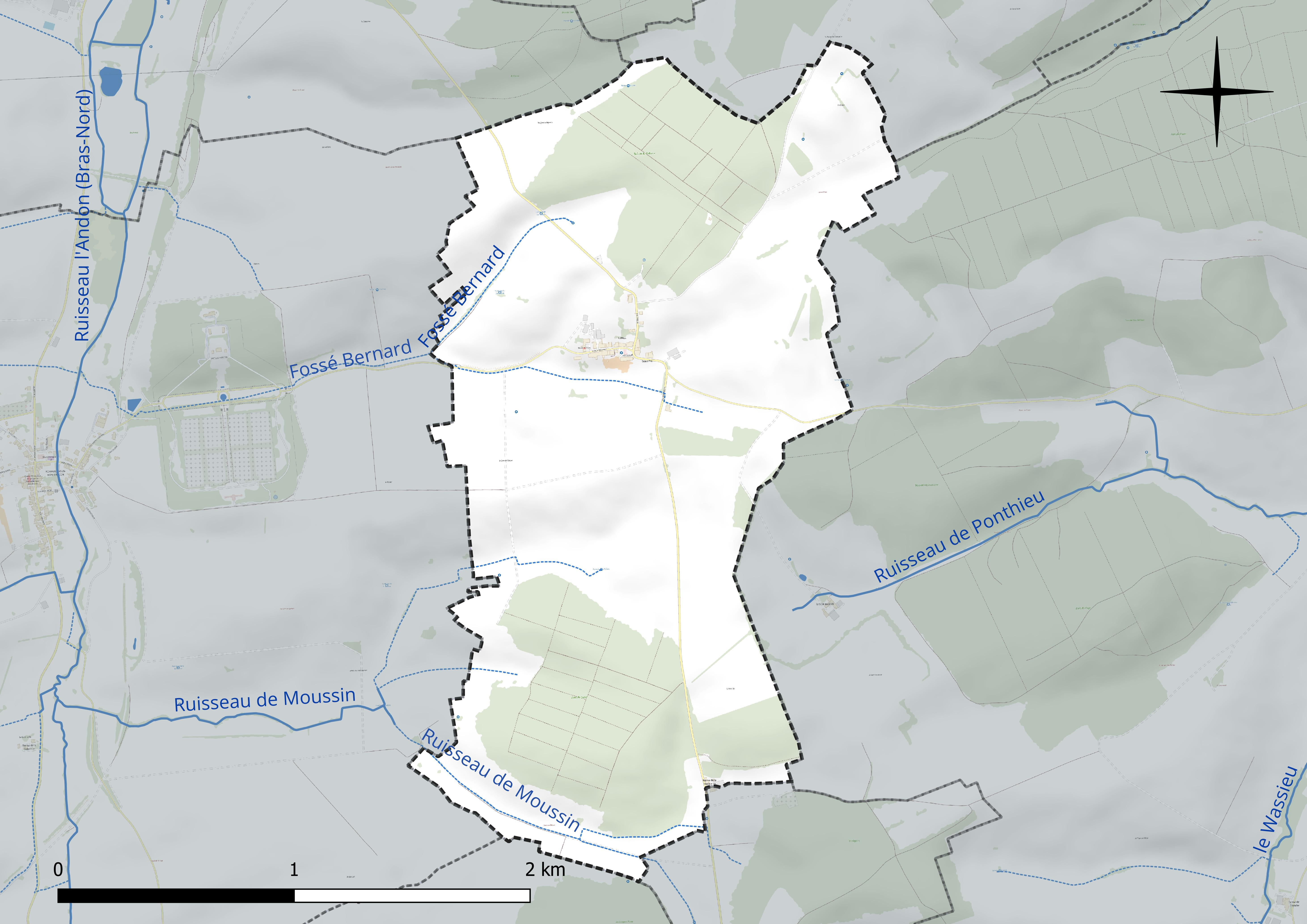
Réseau hydrographique de Cunel.

### Climat
Pour des articles plus généraux, voir Climat du Grand Est et Climat de la Meuse.
En 2010, le climat de la commune est de type climat de montagne, selon une étude du Centre national de la recherche scientifique s'appuyant sur une série de données couvrant la période 1971-2000. En 2020, Météo-France publie une typologie des climats de la France métropolitaine dans laquelle la commune est exposée à un climat océanique altéré et est dans la région climatique  Lorraine, plateau de Langres, Morvan, caractérisée par un hiver rude (1,5 °C), des vents modérés et des brouillards fréquents en automne et hiver.
Pour la période 1971-2000, la température annuelle moyenne est de 9,5 °C, avec une amplitude thermique annuelle de 15,7 °C. Le cumul annuel moyen de précipitations est de 1 035 mm, avec 14,1 jours de précipitations en janvier et 9,6 jours en juillet. Pour la période 1991-2020, la température moyenne annuelle observée sur la station météorologique de Météo-France la plus proche, « Septsarges », sur la commune de Septsarges à 7 km à vol d'oiseau, est de 10,3 °C et le cumul annuel moyen de précipitations est de 942,8 mm. 
La température maximale relevée sur cette station est de 39,9 °C, atteinte le 25 juillet 2019 ; la température minimale est de −15,7 °C, atteinte le 1er janvier 1997,,.
Les paramètres climatiques de la commune ont été estimés pour le milieu du siècle (2041-2070) selon différents scénarios d'émission de gaz à effet de serre à partir des nouvelles projections climatiques de référence DRIAS-2020. Ils sont consultables sur un site dédié publié par Météo-France en novembre 2022.

## Urbanisme

### Typologie
Au 1er janvier 2024, Cunel est catégorisée commune rurale à habitat très dispersé, selon la nouvelle grille communale de densité à sept niveaux définie par l'Insee en 2022.
Elle est située hors unité urbaine et hors attraction des villes,.

### Occupation des sols
L'occupation des sols de la commune, telle qu'elle ressort de la base de données européenne d’occupation biophysique des sols Corine Land Cover (CLC), est marquée par l'importance des territoires agricoles (70,3 % en 2018), une proportion identique à celle de 1990 (70,3 %). La répartition détaillée en 2018 est la suivante : 
prairies (38,4 %), terres arables (31,9 %), forêts (29,7 %). L'évolution de l’occupation des sols de la commune et de ses infrastructures peut être observée sur les différentes représentations cartographiques du territoire : la carte de Cassini (XVIIIe siècle), la carte d'état-major (1820-1866) et les cartes ou photos aériennes de l'IGN pour la période actuelle (1950 à aujourd'hui).

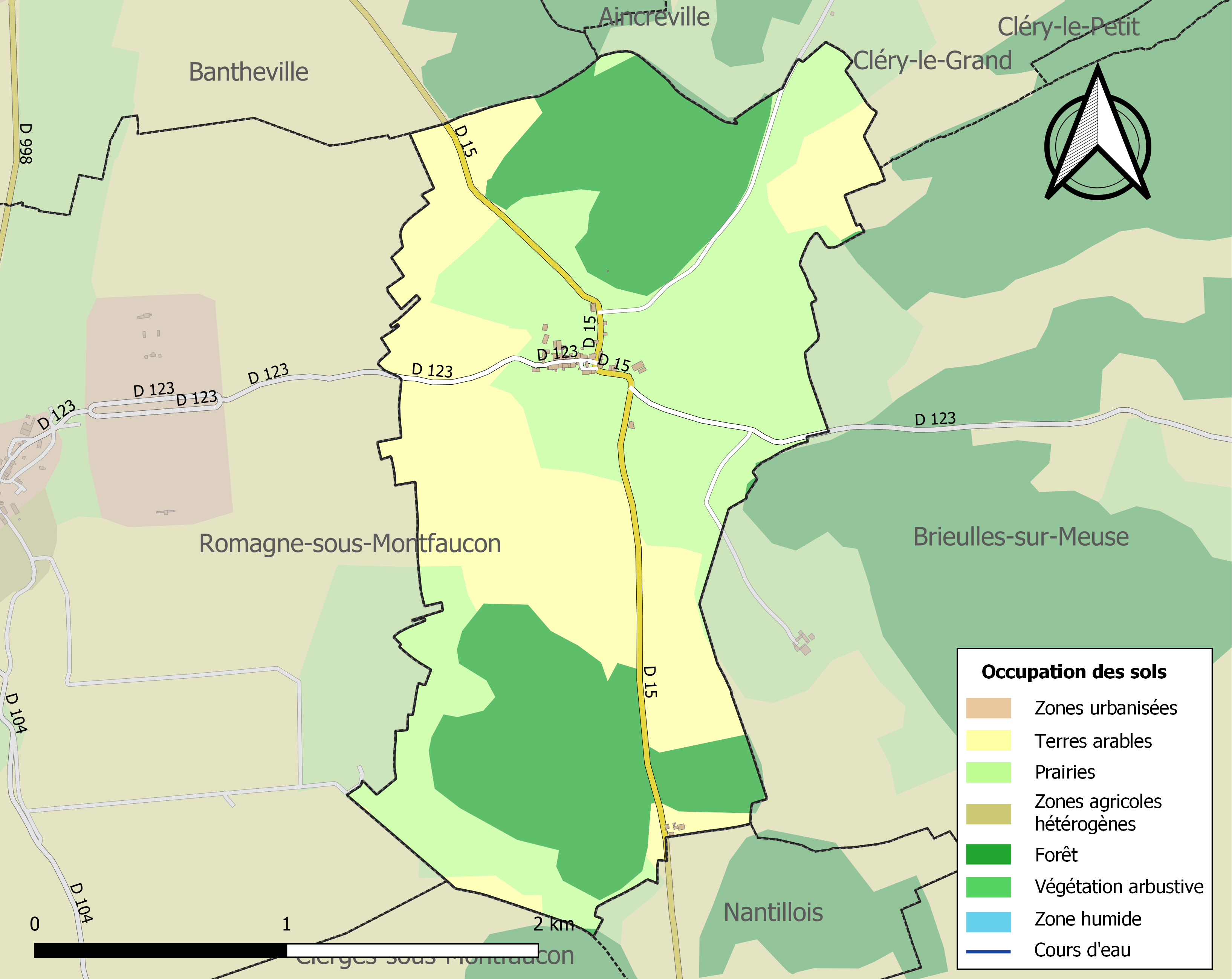
Carte des infrastructures et de l'occupation des sols de la commune en 2018 (CLC).

## Toponymie
Le nom de la localité est attesté sous les formes Mont-Cunel (1571) ; Quenolle (1656) ; Cunel (1669) ; Cunelle (1700) ; Cunellum, Cunelum.

Mont-Cunel en 1571, le radical cunel pourrait venir de cuniculus, « lapin », peut-être le « Mont du lapin ». Mais les attestations sont trop récentes pour pouvoir être interprétées avec quelque certitude.

## Politique et administration
| Période                                  | Période  | Identité        | Étiquette | Qualité     |
| ---------------------------------------- | -------- | --------------- | --------- | ----------- |
| Les données manquantes sont à compléter. |          |                 |           |             |
| mars 2001                                | mai 2020 | Pierre Sibille  |           |             |
| mai 2020                                 | En cours | Dominique Garré |           | Agriculteur |

## Population et société

### Démographie
L'évolution du nombre d'habitants est connue à travers les recensements de la population effectués dans la commune depuis 1793. Pour les communes de moins de 10 000 habitants, une enquête de recensement portant sur toute la population est réalisée tous les cinq ans, les populations de référence des années intermédiaires étant quant à elles estimées par interpolation ou extrapolation. Pour la commune, le premier recensement exhaustif entrant dans le cadre du nouveau dispositif a été réalisé en 2004.

En 2022, la commune comptait 22 habitants, en évolution de +69,23 % par rapport à 2016 (Meuse : −4,4 %, France hors Mayotte : +2,11 %).
| 1793 | 1800 | 1806 | 1821 | 1831 | 1836 | 1841 | 1846 | 1851 |
| ---- | ---- | ---- | ---- | ---- | ---- | ---- | ---- | ---- |
| 158  | 183  | 196  | 215  | 232  | 267  | 265  | 238  | 242  |

| 1856 | 1861 | 1866 | 1872 | 1876 | 1881 | 1886 | 1891 | 1896 |
| ---- | ---- | ---- | ---- | ---- | ---- | ---- | ---- | ---- |
| 212  | 217  | 200  | 182  | 178  | 174  | 166  | 155  | 158  |

| 1901 | 1906 | 1911 | 1921 | 1926 | 1931 | 1936 | 1946 | 1954 |
| ---- | ---- | ---- | ---- | ---- | ---- | ---- | ---- | ---- |
| 142  | 130  | 114  | 98   | 96   | 95   | 70   | 61   | 62   |

| 1962 | 1968 | 1975 | 1982 | 1990 | 1999 | 2004 | 2006 | 2009 |
| ---- | ---- | ---- | ---- | ---- | ---- | ---- | ---- | ---- |
| 51   | 61   | 48   | 40   | 31   | 18   | 16   | 16   | 15   |

| 2014 | 2019 | 2022 | - | - | - | - | - | - |
| ---- | ---- | ---- | - | - | - | - | - | - |
| 13   | 17   | 22   | - | - | - | - | - | - |

## Culture locale et patrimoine

### Lieux et monuments
- L'église Saint-Christophe : en 1833, une première église est construite de style néo-Renaissance ; en 1878 l'édifice, qui menace de s'écrouler, est remplacé par une autre église. Endommagée en 1914/1918, elle est reconstruite dans les années 1920. Des décors peints furent réalisés par l'artiste Duilio Donzelli lors de la rénovation de l'église.

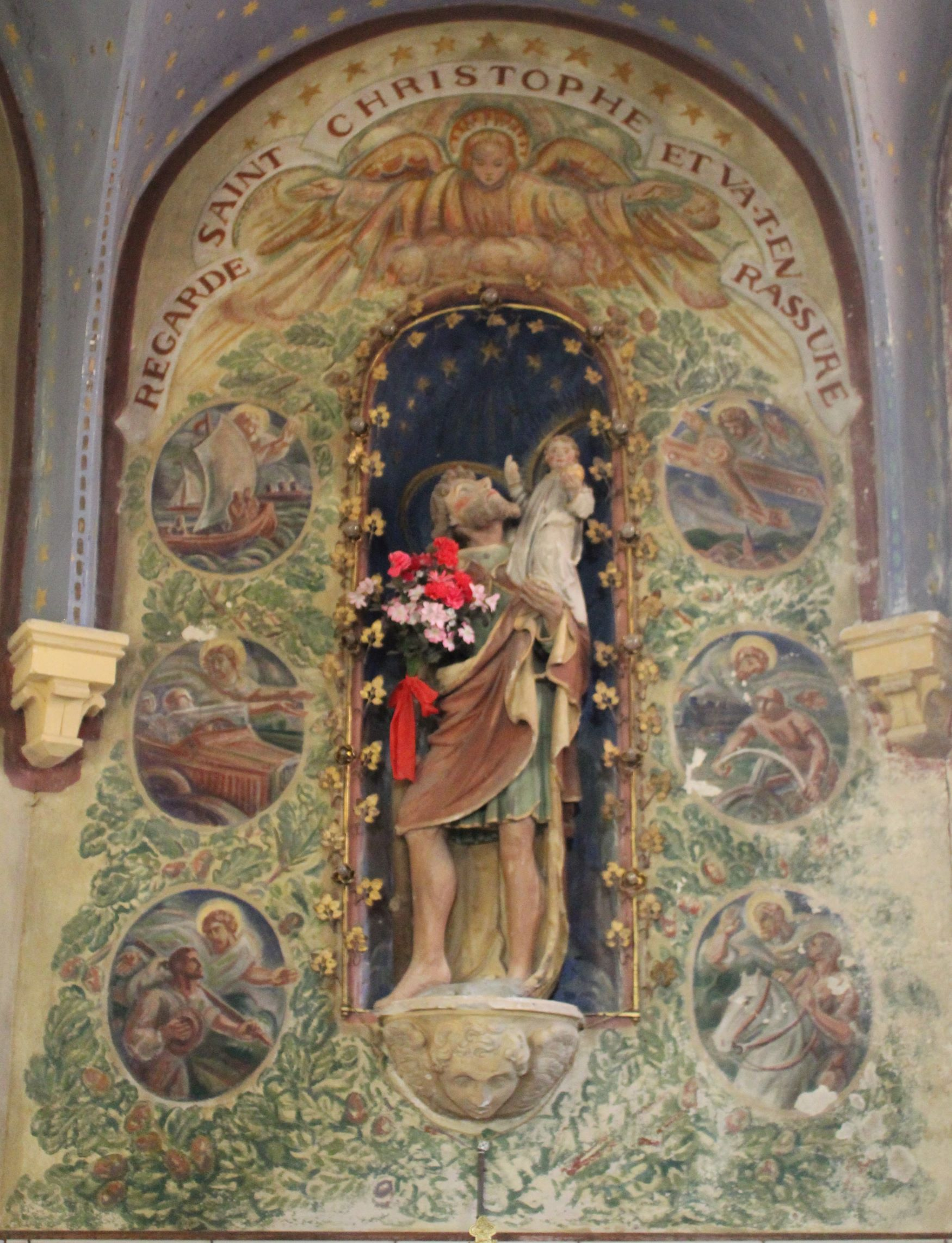
Statue de saint Christophe entourée de médaillons avec les différents moyens de transport, réalisés par Duilio Donzelli.

### Héraldique
| Blason de Cunel | Blason  | D'argent au pigeonnier de gueules, maçonné de sable, ouvert et ajouré du champ, accosté de deux annelets de gueules ; chaperonné d'azur chargé d'un globe à dextre et d'une étoile à senestre, les deux d'argent. |
| Blason de Cunel | Détails | Création de D. Lacorde. Adopté par la commune en mars 2014. |